# 富宁藤
富宁藤（学名：Parepigynum funingense）为夹竹桃科富宁藤属的植物，为中国的特有植物。分布于中国大陆的贵州、云南等地，生长于海拔1,000米至1,600米的地区，常生于山地密林中，目前尚未由人工引种栽培。